# Новосільці (Стрийський район)
Новосі́льці — село в Україні, у Стрийському районі Львівської області. Населення становить 444 особи.
Є дерев'яна церква Різдва Христового 1777 року.

## Історія
Згадується 6 січня 1448 року в книгах галицького суду.
У податковому реєстрі 1515 року в селі документується 1/2 лану (близько 12 га) оброблюваної землі.
13 січня 1945 року війська НКВС здійснювали в селі, яке на той час належало до Ходорівського району Дрогобицької області, «вилучення родин бандерівців» і під час повернення були обстріляні з лісу з кулеметів та автоматів, внаслідок чого вбито лейтенанта держбезпеки й поранено трьох бійців.

## Політика

### Парламентські вибори, 2019
На позачергових парламентських виборах 2019 року у селі функціонувала окрема виборча дільниця № 460379, розташована у приміщенні народного дому.
Результати
- зареєстровано 264 виборці, явка 58,33 %, найбільше голосів віддано за «Слугу народу» — 18,18 %, за «Європейську Солідарність» і Радикальну партію Олега Ляшка — по 16,88 %.[6] В одномандатному окрузі найбільше голосів отримав Андрій Кіт (самовисування) — 66,88 %, за Олега Канівця (Громадянська позиція) — 10,39 %, за Андрія Гергерта (Всеукраїнське об'єднання «Свобода») — 9,74 %[7].

## Відомі уродженці
- Мотульський Роман Степанович (1961) — директор Національної бібліотеки Білорусі, голова товариства дружби «Білорусь — Україна», доктор педагогічних наук, професор.

## Галерея

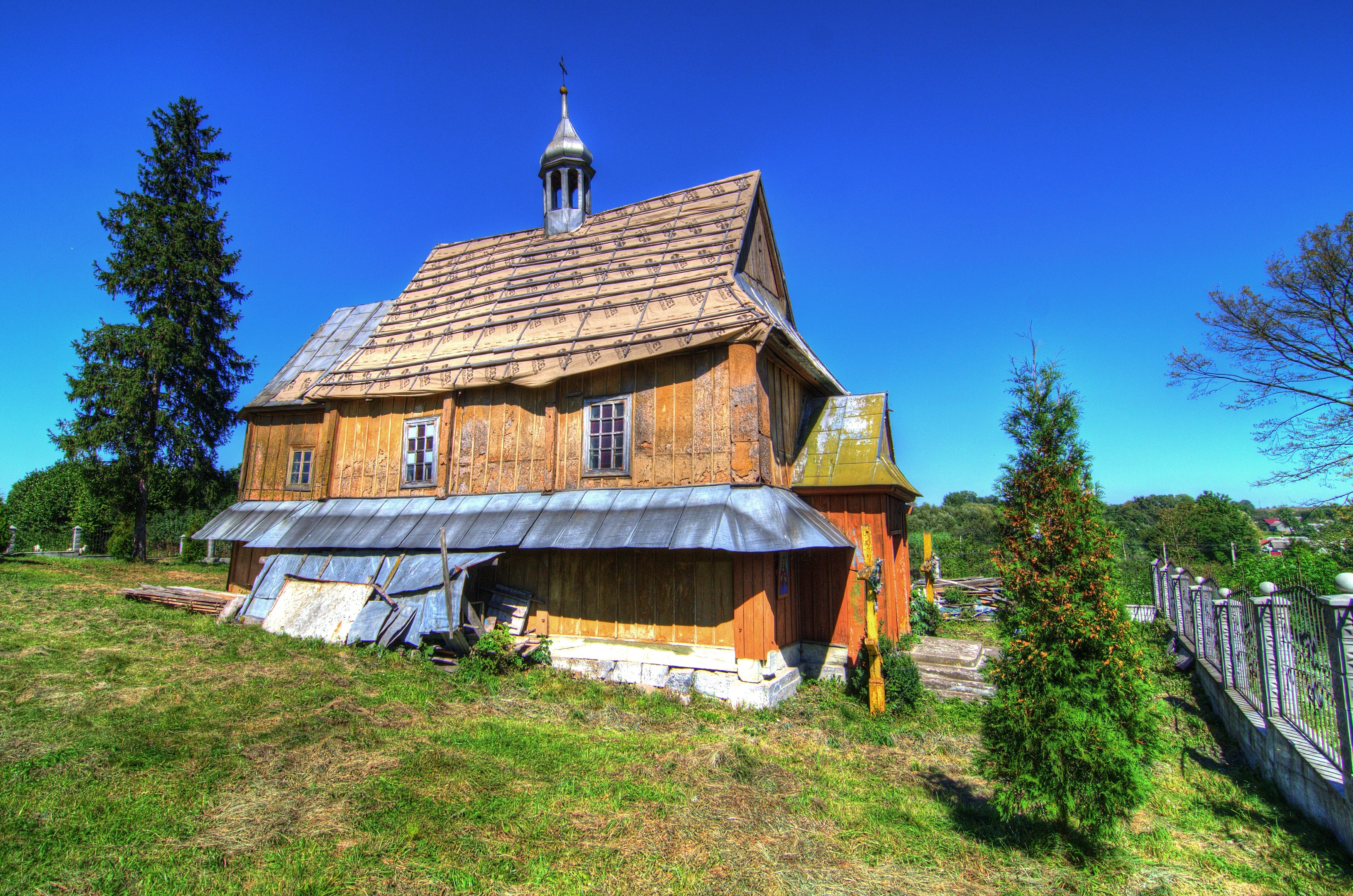
Церква Різдва Пресвятої Богородиці

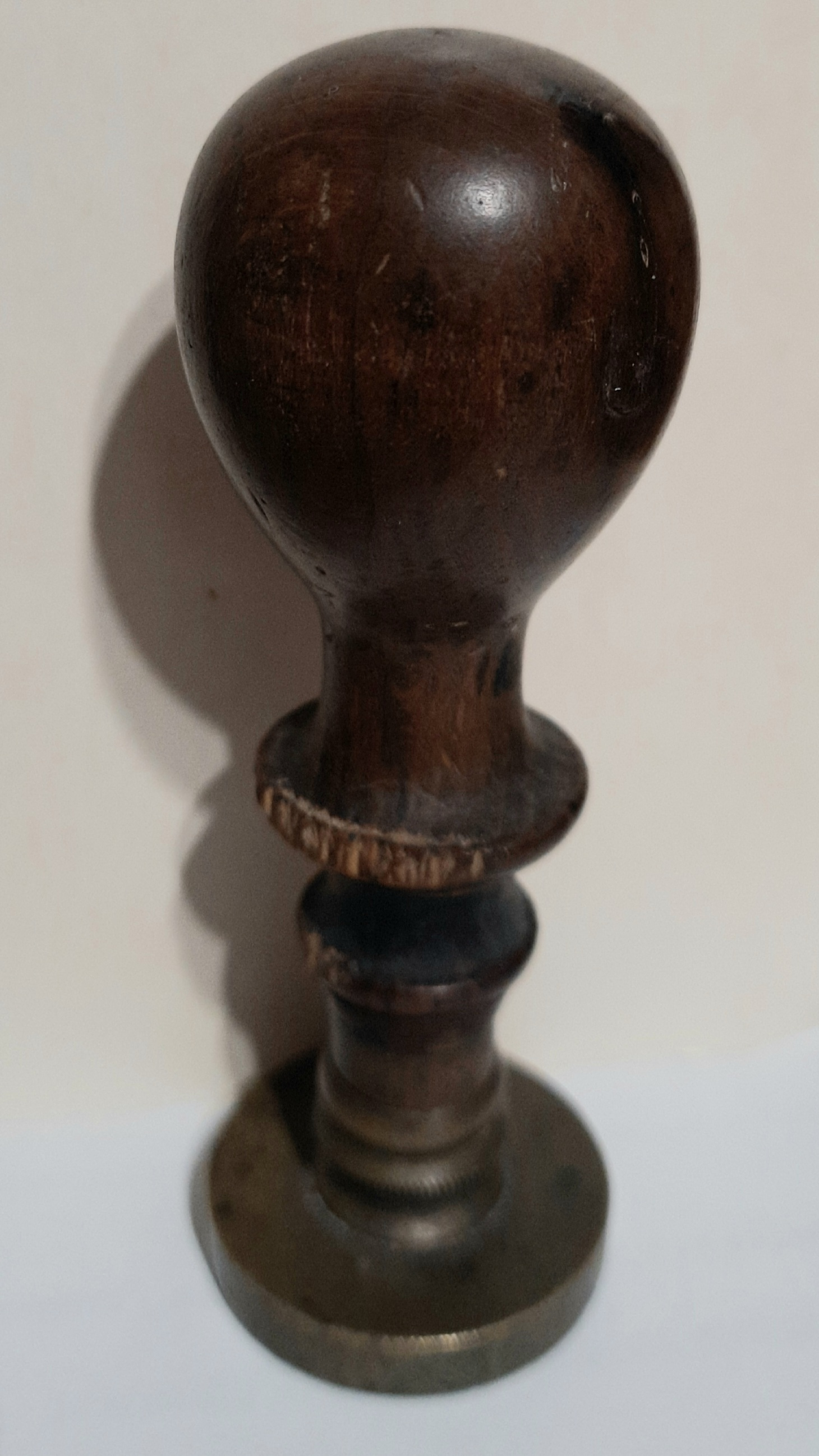
Стародавня церковна печатка с. Новосільці

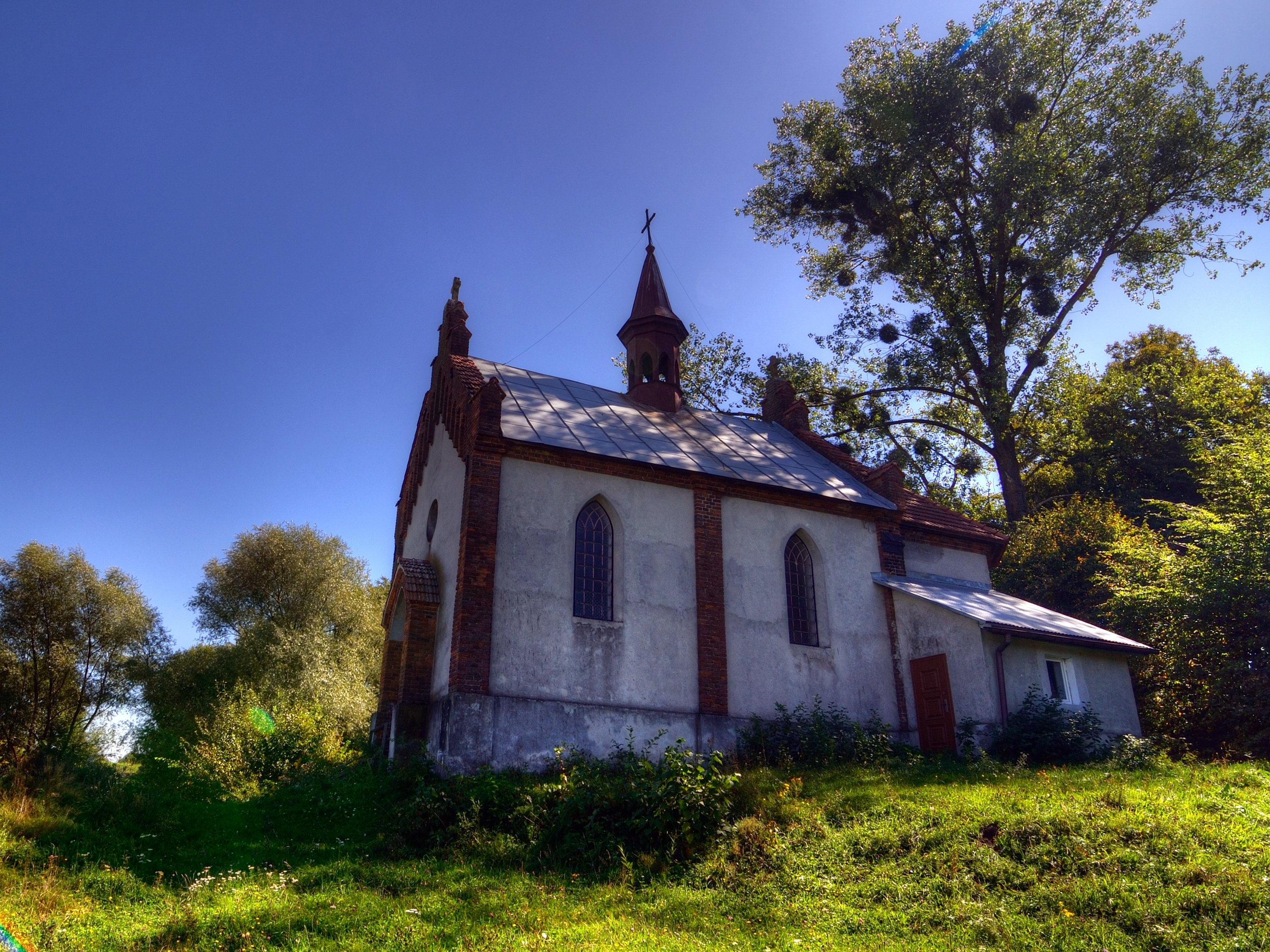
Костел